# Semyanî Perîzade
Semyanî Perîzade, née en 1981, est une chanteuse kurde. Sa musique explore les thèmes du féminisme et de l'amour queer. Elle est surnommée « l'Amazone kurde ».

## Biographie

### Origines et famille
Semyanî Perîzade naît le 20 mai 1981 à Muş dans une famille kurde originaire de Diyarbakır. Elle est la benjamine d'une fratrie de onze enfants. 
En 1992-1993, sa famille déménage à Mersin.  
Elle se marie en 2006 et s'installe à Istanbul en 2009, où elle poursuit sa formation artistique. Elle divorce en 2017, et elle fait son coming-out bisexuel en 2018.

### Formation et parcours professionnel
Après avoir travaillé un temps dans un théâtre de Mersin et y avoir suivi des cours de théâtre, elle s'installe à Istanbul en 2009, où elle fait des cours de chant. Elle y donne par ailleurs des cours de yoga.

### Parcours artistique
En 2019, elle apparaît en featuring dans la chanson I Am Fire de Sandra Alesandra. En 2020, Perîzade sort son single Xewna Berevaj. Le 21 décembre 2021, elle sort un autre single, intitulé ALO.
En mai 2023, Perîzade sort un troisième single intitulé Birayerekî qui encourage les gens à aller voter.

### Style
Semyanî Perîzade chante en kurde car elle souhaite voir davantage de chansons dans cette langue qui traitent de sujets de société actuels de manière expressément politique. Ses chansons pop en kurde sont les premières du genre en Turquie. Elle pense qu'il est important de faire de la musique moderne en kurde afin de plaire aux jeunes et que la langue ne devienne pas poussiéreuse.
Son premier single s’inspire du RnB, du hip-hop et du rap, et le style du deuxième plutôt du groove et du funk.
La musique de Perîzade a une esthétique queer. Selon Rukan Açkani, la chanson ALO « peut être considérée comme un bon exemple des premières chansons de pop kurde en Turquie et les lubunyas (en) kurdes sont au centre de ce secteur intersectionnel émergent. »

### Parcours politique
En mars 2023, Semyanî Perîzade tente de se porter candidate aux élections législatives turques de 2023 pour le Parti des Verts et de la Gauche Avenir. Pendant sa campagne, elle est prise comme cible par des hommes politiques de droite à cause de son identité bisexuelle publiquement revendiquée. En fin de compte, son nom n’est pas retenu sur les listes présentées par le parti. 